# Otto Heinrich Walliser
Otto Heinrich Walliser (* 3. März 1928 in Krettenbach, heute Teil der Gemeinde Fichtenau in Baden-Württemberg; † 30. Dezember 2010 in Göttingen) war ein deutscher Paläontologe, der von 1965 bis 1993 als Lehrstuhlinhaber an der Universität Göttingen lehrte.

## Leben
Nach dem Abitur in Tübingen, das Otto Walliser 1948 nach Kriegsteilnahme und Gefangenschaft ablegen konnte, studierte er Geologie und Paläontologie in Tübingen und wurde Diplom-Geologe. 1954 wurde er mit einer Arbeit zur Biostratigraphie unterjurassischer Ammoniten in Süddeutschland zum Dr. rer. nat. promoviert. Im Anschluss trat er eine Stelle als Hochschulassistent an der Universität Marburg an und beschäftigte sich mit der Geologie des Rheinischen Schiefergebirges. Die Habilitation in Marburg über devonische Goniatiten erfolgte 1961. Im Jahre 1965 wurde er als ordentlicher Professor für Paläontologie auf den Lehrstuhl für Historische Geologie und Paläontologie an der Universität Göttingen berufen. Diesen Lehrstuhl und damit die Leitung des Geologisch-Paläontologischen Instituts hatte er bis zu seiner Emeritierung 1993 inne.

## Wissenschaftliches Werk
Schwerpunkte der wissenschaftlichen Arbeiten von Otto H. Walliser bilden geologische, stratigraphische und paläontologische Untersuchungen zu Fossilien und Mikrofossilien des Paläozoikums. Seine 1964 publizierte Bearbeitung der silurischen Conodonten erfuhr internationale Anerkennung. In späteren Jahren widmete er sich besonders der Bedeutung von Faunenschnitten für die Stammesgeschichte bestimmter Tiergruppen.

## Mitgliedschaften in wissenschaftlichen Organisationen
- Akademie der Wissenschaften zu Göttingen seit 1982
- korrespondierendes Mitglied der Russischen Akademie der Wissenschaften seit 1988
- Polnische Akademie der Wissenschaften zu Krakau seit 1993
- Polnische Akademie der Wissenschaften zu Warschau seit 1994
- Vorsitzender der Paläontologischen Gesellschaft 1974–1976

## Ehrungen
Eine Würdigung Wallisers Arbeiten erfolgte durch die Benennung verschiedener Taxa durch Kollegen, darunter die Conodonten
- Lonchodina walliseri Ziegler 1960
- Ancyrognathus walliseri Wittekind 1965
- Walliserodus Separgli 1967

ein Problematikum aus dem Kambrium
- Rhombocorniculum walliseri Mambetov 1977

die unterkarbonische Koralle
- Pentaphyllum walliseri Weyer 1993

und der Trilobit
- Walliserops Morzadec 2001.

Im Jahre 2009 wurde er Ehrenmitglied der Paläontologischen Gesellschaft.